# 사역 (노동)

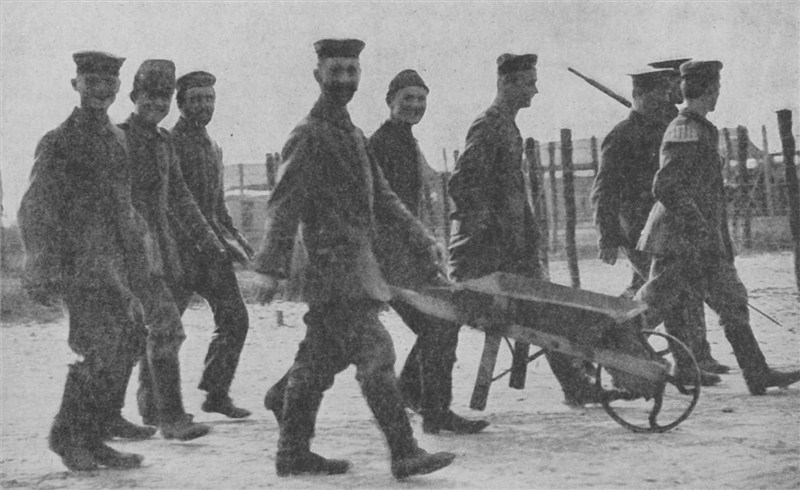
제1차 세계 대전 중 사역 중인 독일의 감옥수

사역(使役)은 무장을 사용할 필요가 없는 군인에게 할당된 노동이다. 1805년 군사 사전에 따르면 사역을 위해 파견된 당사자는 프랑스어 용어 "en detachesment"로서 영어로 알려졌다.

## 역사
사역의 영단어 fatigue duty는 1776년 미국에서, 1805년 영국 군사 사전에 기록되었다.

### 미국
미국에서는 1819년 3월 2일에 승인된 법률에 의해 요새, 측량, 도로 절단 및 기타 지속적인 노동에 고용된 군인에 대한 수당이 승인되었다. 사역에 고용되었을 때 군대의 급여이며 일반 노동자 및 마부로 고용된 남성의 경우 하루 25 센트, 기계공으로 고용 된 남성의 경우 위치에 따라 하루 35 ~ 50 센트를 지불했다.
1819년 3월 2일 법률에 따라 사역을 수행하는 미군 병사들에게 추가 위스키 한 잔이 허용되었다. 사역이지만 결코 인기가 없었다.
미국 남북 전쟁 동안 흑인 군인들은 정규 노예가 될 때까지 지속적으로 사역에 배정되었다. 링컨 대통령에게 불만이 제기되었다. 이러한 차별을 피하겠다는 약속이 표명되었다. 로렌조 토머스(Lorenzo Thomas) 장군은 차별적인 사역을 금지하는 일반 명령(General Orders) 21을 발표했다.

## 같이 보기
- 역역